# Phoenix űrszonda

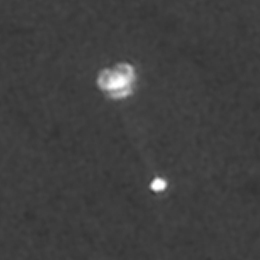
A Mars Reconnaissance Orbiter felvétele a Mars légkörében ejtőernyővel ereszkedő Phoenix űrszondáról

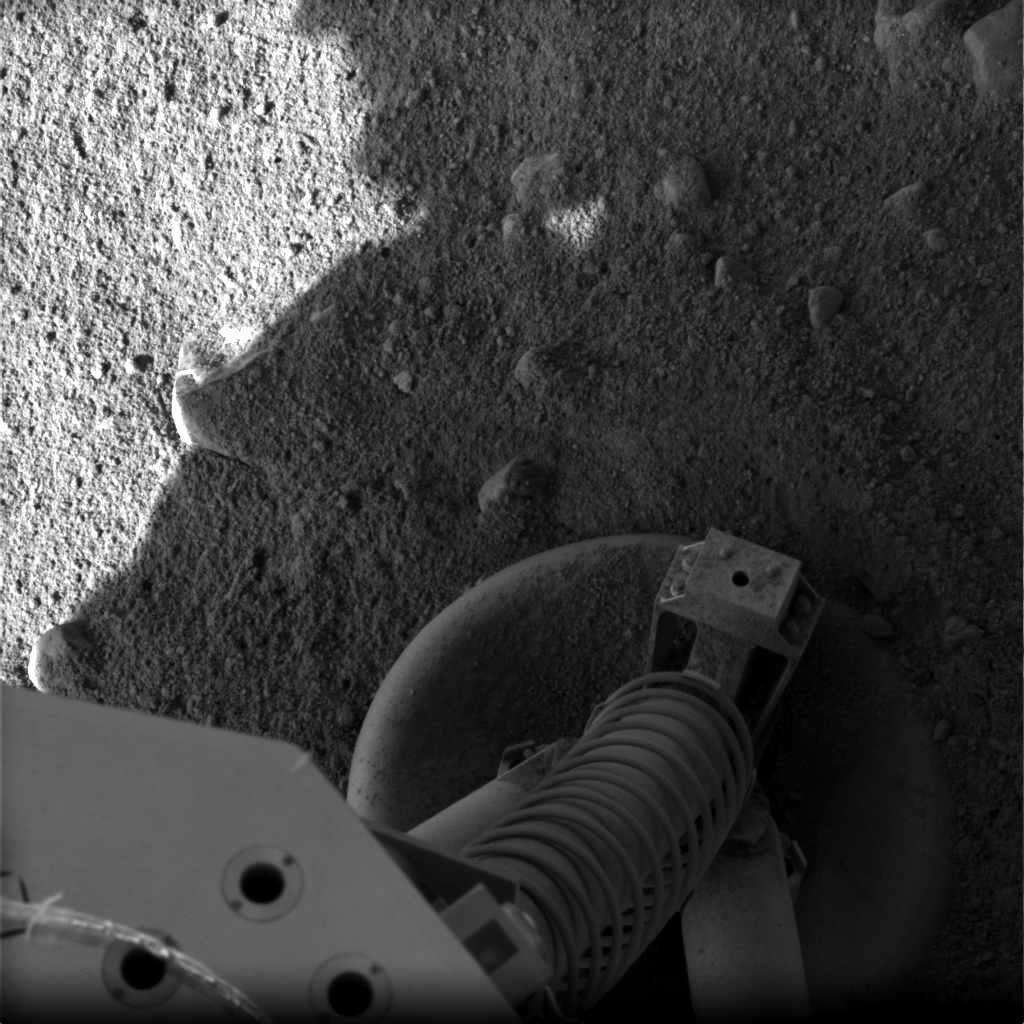
A Phoenix egyik lába a Mars talaján (Sol 0)

A Phoenix űrszonda a Mars Scout bolygókutató űrszondaprogram első küldetése, melyet a Mars Surveyor 2001 törölt Mars-szonda félkész leszállóegységéből alakítottak ki. Alapvető feladata az esetleges marsi élet feltételei, jelei után való kutatás volt – utaljanak ezek akár jelenlegi, akár régmúltbeli életre. A Spirit és az Opportunity marsjárókkal szemben a Phoenix nem tudott közlekedni a Mars felszínén, viszont lényegesen kifinomultabb (és nagyobb tömegű) műszerekkel rendelkezett.
A leszállóegység 2008. május 25-én sikeresen leszállt a Mars felszínére. Július 31-én megerősítették, hogy a szonda elérte fő célját, vízjeget talált közvetlenül a Mars felszíne alatt. A küldetésnek a beköszöntő marsi ősz vetett véget 2008 novemberében, de a szonda így is túlteljesítette az eredetileg tervezett küldetést mind időtartam, mind eredmények tekintetében, így a küldetés sikeresnek mondható.

## Tudományos eredmények
Az űrszonda a felszínen a jégréteg ciklikus megfagyásából és kiolvadásából eredő, poligonális alakzatokat talált (ilyeneket később máshol is találtak). A talajban sikerült vízjeget találnia, valamint a nem túl távoli múltban melegebb és nedvesebb időszakokra utaló bizonyítékokat, melynek során a talajszemcsékre folyékony vízréteg is kivált.
Egyik műszere később a földi élet szempontjából legalábbis szokatlan, csak nagyon száraz helyeken kimutatható, oxidatív perklorát-ionokat fedezett fel, néhány tizedszázalékos koncentrációban. A fényképek utólagos elemzésével a szonda lábain vízcseppekhez hasonló, idővel elmozduló alakzatokat találtak. A víz olvadáspontját a szonda által talált perklorátsók lecsökkenthették annyira, hogy az folyékony maradjon.
Egy műszer kalcium-karbonátot és agyagszemcséket is talált, melyek keletkezéséhez vizes környezetre van szükség, erre leginkább a hóréteg időszakos megolvadása ad lehetőséget.
Meteorológiai műszereivel a légköri folyamatokat követte, a szél sebességét és irányát mérte, havazást és porördögöket figyelt meg. A jégkristályokból álló felhők a nyár folyamán mintegy 10 kilométer magasan voltak, később leereszkedtek 4 kilométerre. A belőlük hulló hószerű (szilárd halmazállapotú) csapadékot először sikerült a Marson megfigyelni, amely először hullás közben még szublimált, később már elérte a felszínt. Ez magyarázatot ad a sarki jégtakaró évszakos növekedésére. A talaj közelében, maximum 700 méter magasságig érő ködöt is sikerült megfigyelni,
ebből szintén vált ki vízjég a felszínre.

## Az űrszonda

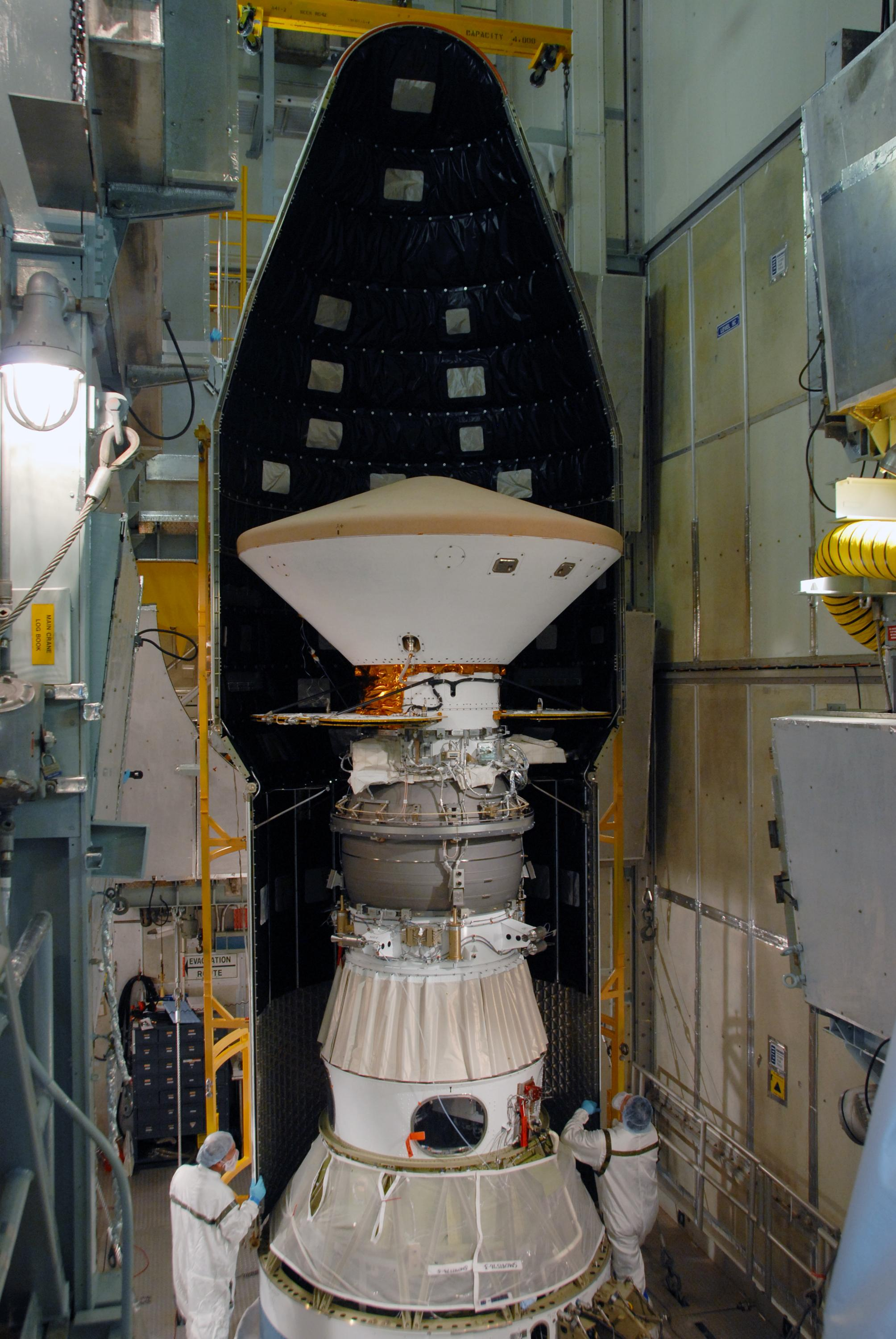
A szonda a hordozórakéta orrában

A Phoenix űrszondát a NASA Jet Propulsion Laboratoryumában fejlesztették ki. A Phoenix űrszonda két fő része a csak a Mars felé repülés közben használt műszaki egység, melyben a manőverezéshez használt kormányrakéták, az elektromos energia ellátásához használt napelemek, valamint a kommunikációhoz szükséges antennák voltak. A műszaki egység a légkörbe lépés előtt levált a szondáról, és elégett a Mars légkörében.
Az űrszonda méretei a Mars felé vezető úton:
- Átmérő: 2,64 m
- Magasság: 1,74 m
- A napcellák kiterjedése: 3,6 m
- Tömeg: 664 kg (indításkor), ebből:
  - 82 kg a műszaki egység
  - 110 kg a leszállóegység felső burkolata
  - 62 kg a hővédő pajzs
  - 410 kg a leszállóegység, ebből
    - 59 kg tudományos műszer
    - 67 kg üzemanyag.

A leszállóegység 2001-es Mars Surveyor program keretében készült el, de a programot törölték, a leszállóegységet raktárba helyezték, majd később a Phoenix fő egységévé alakították.
A leszállóegység méretei:
- Magasság az árbóccal együtt: 2,2 m
- A napelemek kiterjedése: 5,52 m
- Az alap átmérője: 1,5 m

### A leszállóegységben lévő tudományos műszerek

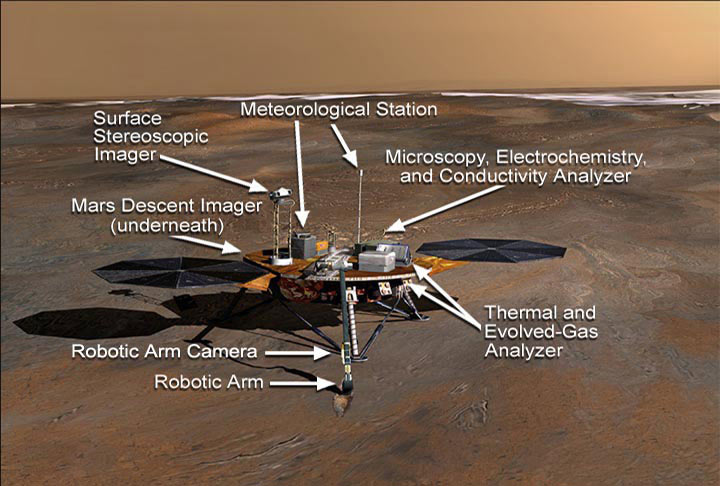
A leszállóegység műszerei

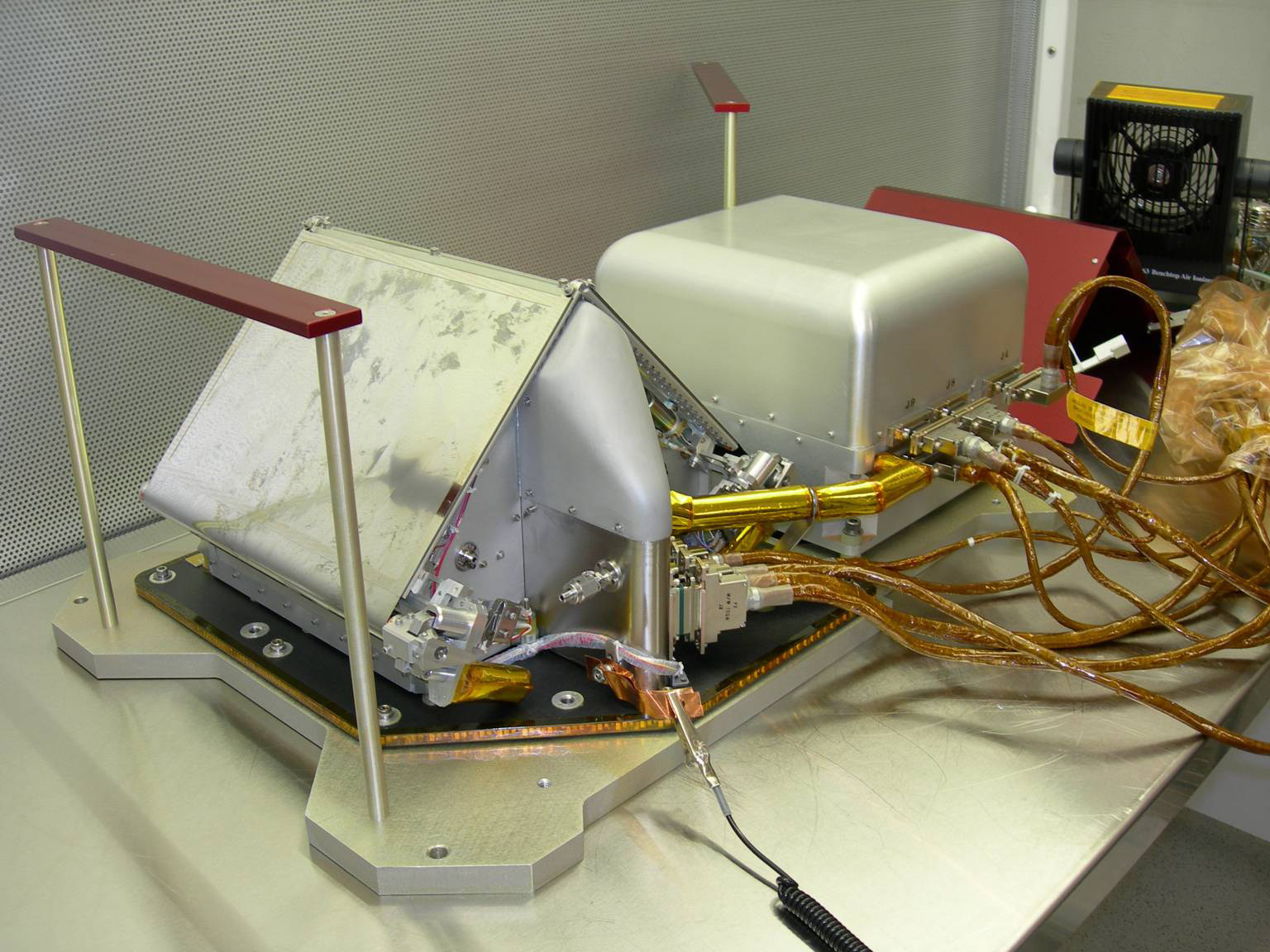
A TEGA kiszerelt állapotban, balra a nyolc kemence, még lefedett nyílásokkal, jobbra a tömegspektrométer

A MECA Wetlab felépítése és működése

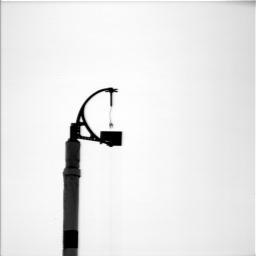
A meteorológiai műszer a marsi szél adatainak mérése közben

#### Robotkar(Robotic Arm, RA)
2,35 m hosszú. Akár fél méteres mélységbe is le tud ásni, ez a helyszíni üledék keletkezési sebességétől függően maximum 50 ezer-2 millió év korú üledék kiásását teszi lehetővé. Azonban a leszállási zónában nincs ilyen mélyen a jég, már a felszín közelében számítanak rá. Mihelyt a kar eléri a jeget tartalmazó réteget, mintát vesz belőle.
A robotkarra van szerelve a TCP (Thermal and electrical Condutivity Probe, azaz Hő- és elektromos vezetőképesség-szonda), mely tűit a marsi talajba (a mintavételek helyére) beszúrva méri az elektromos vezetőképességet és még pár fizikai tulajdonságot, ezt a MECA-ban feldolgozott minták hasonló értékeivel összehasonlítva megbecsülhető, hogy a mintavétel alatt például mennyi víz szublimált el a mintából.

#### A robotkar kamerája(Robotic Arm Camera, RAC)
Közvetlenül a lapát fölött található, a kar végén. Színes közelképet tud adni a talajról. segítségével közelről szemügyre vehető a robotkar által kiásott árok. Kifejlesztői a Max Planck Intézet Naprendszer-kutatási osztálya („Solar System Research”, Németország) és az Arizonai Egyetem (Tucson, USA).

#### Termikus és fejlődőgáz-analizátor(Thermal and Evolved Gas Analyzer, TEGA)
Kifejlesztője az Arizonai Egyetem. A mintát három lépésben, maximum 1000 °C-ig hevíti. Hevítés közben folyamatosan figyelik az elhasznált energiát, mert ebből következtetnek az anyag összetevőinek halmazállapot-változásaira (ha egy komponens például megolvad vagy elforr, akkor a hőmérséklet növekedése megáll egy időre). A műszer az elpárolgó anyagok mennyiségét tömegspektrométerrel méri. Nem csak az egyes kémiai elemek és molekulák, hanem az egyes elemek izotópjainak arányát is meg tudja határozni atomtömegük alapján. Összesen nyolc (0-tól 7-ig számozott) kemencéje van, ezek nem újratölthetőek, azaz összesen nyolc kísérletet lehet vele végezni. A Mars Polar Lander által használt műszeren alapul.
A berendezéssel kapcsolatban számos probléma merült fel. Az egyes kemencék ajtajai egyszerű mechanikai hibák miatt nem mindig nyíltak ki. Bár a hibát az indítás előtt már felismerték, és megtervezték javítás módját, a terveket összecserélve a gyártó végül az eredeti, hibás elemeket építette be. A hibás kábelezés miatt pedig a működtetés közben végig fennállt a rövidzárlat veszélye. A korábban felfedezett problémák miatt először majdnem egy hónapon keresztül a kemény jégből akartak (sikertelenül) mintát venni, emiatt a marsi ősz beálltával nem maradt lehetőség az összes kemence tartalmának elemzésére. A küldetés vége felé meghibásodott egy szelep, amely a mintából távozó gázok tömegspektrométerbe juttatásához kellett. A marsi talaj konzisztenciája teljesen más volt, mint amilyennek a Földön elképzelték, ez megakadályozta, hogy a nedvesnek gondolt marstalajt bejuttassák a műszerbe, mindig meg kellett várni a száradást, így viszont nem lehetett a minta eredeti nedvességtartalmát megmérni, ami az egyik legfontosabb feladat lett volna. A víz atomjainak izotóparánya megmérése is fontos feladat lett volna, ebből ugyanis következtetni lehetne a bolygó kiszáradásának sebességére.

#### Mikroszkóp, elektrokémiai és elektromos vezetést analizáló műszer(Microscopy, Electrochemistry, and Conductivity Analyzer, MECA)
Két fő összetevőből áll.
Az optikai mikroszkóp ásványokat vizsgál, legnagyobb felbontása 4 mikron/pixel, LED-ek vörös, kék, zöld és ultraibolya fénnyel tudják a mintát megvilágítani. A nagyobb felbontású Atomic Force Microscope (AFM, Atomerő-mikroszkóp) nyolc, egyszer használatos érzékelőt használ, ezzel a minták felszínének formáját tudja meghatározni, 2 nanométeres felbontással.
A „Wetlab” vagy WCL (Wet Chemistry Laboratory, azaznedves kémiai laboratórium) négy, egyszer használatos elektrokémiai cellában, a földről hozott, vizes oldat hozzáadása után vizsgálja a mintában lévő kémiai elemek tulajdonságait. Ilyen bizonyos feloldott sók (például nitrátok) jelenléte, és a kémhatás vagy az alkalinitás szintje. A műszert a JPL fejlesztette ki a Mars Surveyor 2001 hasonló műszere alapján.

#### Felszíni sztereokép-készítő(Surface Stereoscopic Imager, SSI)
Az árbóchoz van rögzítve. A felszínről nagy felbontású, színes sztereoképeket készít a környezetéből. Ezeket részben a robotkar pozicionálásához használják fel. Kifejlesztője az Arizonai Egyetem. A Mars Pathfinder és a Mars Polar Lander hasonló műszerének továbbfejlesztése.

#### Meteorológiaiállomás(Meteorological Station, MET)
A marsi légkörben méri a víz, a por, a hőmérséklet és a légnyomás rövid- és hosszútávú változásait. A por- és jégszemcsék mennyiségét és magassági eloszlását egy 30 W teljesítményű LIDAR (lézerradar) méri. A Kanadai Űrügynökség (Canadian Space Agency) fejlesztette ki.

#### Marsra ereszkedést fényképező műszer(Mars Descent Imager, MARDI)
A leszállóegység aljára szerelt, az ereszkedéskor lefelé nézve képeket készítő egység, melyhez hasonló az 1999-ben elvesztett Mars Polar Landeren is volt. A műszer bekapcsolt állapotában blokkolhatta volna a szonda giroszkópjainak adatait, ezért, mivel a hibát túl későn fedezték fel, sem a kamerát, sem a beépített mikrofont nem használták. A mikrofont a Mars felszínén később megpróbálták bekapcsolni, többek között egy vak ember Twitteren küldött kérésére, aki a képeket nem láthatja, a hangokkal viszont első kézből szerezhet impressziót egy idegen bolygó felszínéről.

## Küldetés
A Phoenix űrszonda 2007. augusztus 4-én indult Delta II 7925 rakétával. Az indítást korábban egy nappal el kellett halasztani; az időjárási körülmények nem tették lehetővé ugyanis a hordozórakéta üzemanyaggal való feltöltését. Az indítási ablak augusztus 3–25. között állt nyitva.

### A leszállás
A Marshoz 2008 május 25-én érkezett meg, elég pontosan ahhoz, hogy az utolsó tervezett pályakorrekciót elhagyhassák. A leszállási manőver előtt leválasztották a szondáról a műszaki egységet, mely a manőverezést, az energiaellátást és a Földdel való kapcsolattartást végezte, ez utóbbit a Mars felszínéről a Mars Odyssey és az európai Mars Express szondák segítségével biztosítják.
A légkörbe való belépés nagyjából 21 000 km/h sebességgel történt meg, majd hővédő pajzzsal fékezve zuhant 12 kilométer magasságig. Az ejtőernyő a tervezettnél 6,5 másodperccel később nyílt ki, emiatt a szonda (a Mars Odyssey és a Mars Reconnaissance Orbiter segítségével kiválasztott) leszállásra tervezett terület legszélén ért földet. Az ejtőernyő használata mintegy 7 percig tartott, közben 10 km magasságban a hővédő pajzs leoldódott, a három láb kinyílt. 1 km magasságban a fékezőernyő levált, a fékezőrakéták rövid idejű bekapcsolásával a leszállóegység eltávolodott a fékezőernyőtől, és stabilizálták a zuhanását. A 12 fékezőrakétával való lassítás után a felszínt érés körülbelül 8 km/h függőleges sebességgel történt meg. Körülbelül 20 perces várakozás (a felkavart por leülepedésére) után került sor a napelemek (hogy az akkumulátorokat minél hamarabb fel lehessen tölteni), majd a forgatható kamera kinyitására (melynek első dolga a szonda állapotának fényképezése).
A Phoenix leszállása után a kapcsolatot a Mars Odyssey és a Mars Reconnaissance Orbiter szondákon keresztül tartják a leszállóegység és a Föld között. A leszállás alatt az adatok továbbítását a Mars Odyssey végezte, de ez a leszállás után mindössze 1 perccel a lebukott a marsi horizont alá, és csak 1 óra 50 perc múlva bukkant fel újra. Ekkor lehetett alaposabban ellenőrizni a leszállóegység normális működését. Az MRO HiRISE kamerája emellett, először az űrkutatás történetében, megörökítette a Phoenixet leszállás közben, az ejtőernyős fékezés ideje alatt, majd a bolygó felszínén is.
Sikeres fékezőrakétás leszállás 1976 óta nem történt a Marson. A tervezők azonban azért döntöttek a fékezőrakéták mellett a Mars Pathfinder és a Mars Exploration Rover esetén alkalmazott légzsákok helyett, mert fékezőrakétákkal nagyobb lehet a hasznos teher. A felszíni műveletekhez az energiát napelemekkel biztosítják, a működési időszakot 3 hónapra tervezik.

### Tevékenység a Mars felszínén

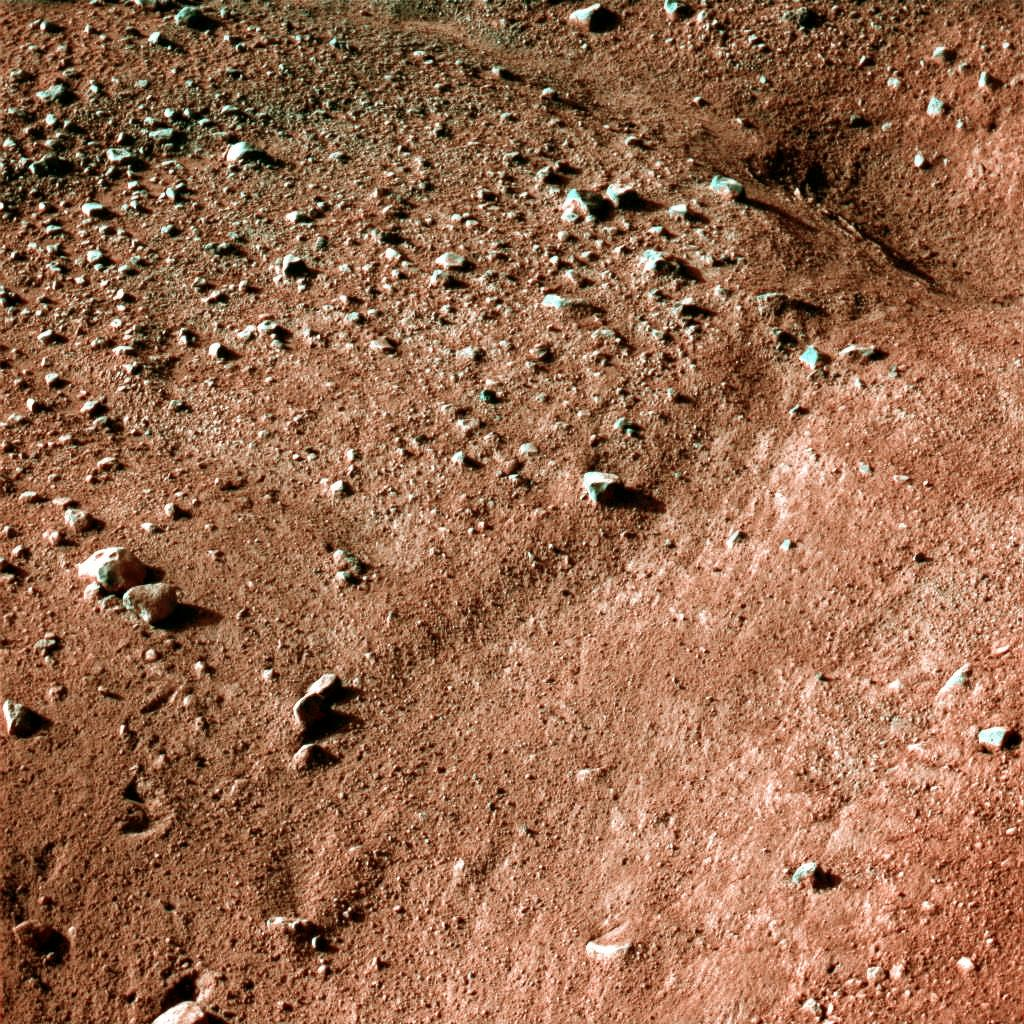
A Mars felszíne a leszállóegység közelében. Érdekes a négyszög alakú alakzat, ami a talaj fagyása majd felolvadása miatt alakul ki. Ez a jelenség a Föld hasonló területein is megfigyelhető. (Sol 0)

A felszínen töltött időt marsi napokban (sol) mérik, ez mintegy 40 perccel hosszabb a földinél. A küldetés első két hónapjában az űrszondával dolgozó kutatók is a marsi időszámítás szerint (pontosabban, azzal ellentétesen) élnek, a marsi éjszakákon adatokat elemeznek, utasításokat küldenek a Mars felé, amit a következő nappal a szonda végrehajt. 2008 augusztusának elejétől visszaszoknak a földi időszámításra, ugyanis a folyamatos időeltolódás nagyon fárasztónak bizonyult.
A Phoenixnél érdekes módon a napok számolását a 0. naptól kezdték. Az elsődleges küldetést 90 marsi napra tervezik, ebből a 2-9. napok között elsősorban a szonda műszereinek kalibrációjával foglalkoztak, a tudományos misszió java ez után kezdődött. A tevékenységet előre tervezik, készítenek egy, körülbelül két hétre előre elkészített stratégiai, és egy két napra elkészített taktikai tervet.

#### Az első napok (Sol 0 – Sol 9)

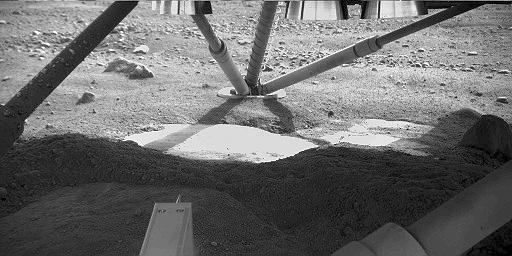
A leszállóegység alatti terület a robotkar kamerájával fényképezve, középen a valószínűleg teljesen vízjégből álló „Holy Cow” („Szent Tehén”) szikla. A legközelebbi (a kép bal felső részén lévő) lábon egyes feltételezések szerint vízcseppek vannak, melyeket perklorátsó-tartalmuk tart, a -30 Celsius-fokos hideg ellenére folyékonyan. (Sol 5)

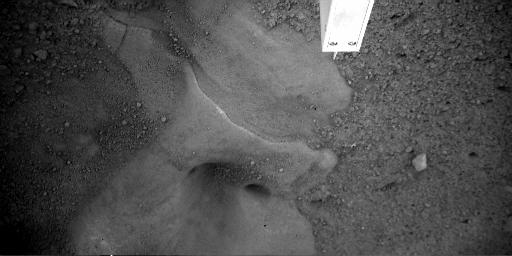
A „Snow Queen” (Hókirálynő) nevű jégdarab (Sol 6)

Sol 0 (május 26.)
Az alapvetően sikeres érkezés után a szonda a környező terepet fényképezte. Kisebb problémaként jelentkezett, hogy a mintavételre szolgáló robotkar borítása, és így maga a robotkar sem tudott kinyílni közvetlenül a leszállás után, majd amikor az MRO-n keresztül erre ismételt parancsot küldtek, kommunikációs probléma hiúsította meg a kar kinyitását. Az MRO újabb képein a Marsra leszállt szonda környezetében (néhány száz méterre) látható a leszállás előtt levált hővédő pajzs és az ejtőernyő is.
Sol 3 (május 29.)
A robotkar borítása végül magától kinyílt, a kommunikációba az MRO mellett bekapcsolódott a Mars Odyssey is, miközben a mérnökök igyekeztek a rakoncátlankodó MRO-n a hibát megtalálni.
A Phoenixszel kapcsolatos érdekesség, hogy a Mars Express segítségével meghallgatható a leszállás zaja is, igaz, ez nem a Mars légköréből felvett hang, csak a leszállóegységgel a kapcsolat rádióhullámainak Doppler-eltolódása, hanghullámokká átalakítva. A leszállóegység egyébként rendelkezik igazi mikrofonnal is, a MARDI részeként, de ezt a leszállás közben a MARDI-val kapcsolatos inkompatibilitási problémák miatt nem kapcsolhatták be, később azonban ez elképzelhető.
A Marsa érkezés számítógépes animációja és a közben az irányítóközpontból felvett jelenetek feltűntek egy holland biztosító reklámfilmjében is.
Sol 4 (május 30.)
A robotkarra szerelt kamera be tudott nézni a leszállóegység alá, és ott olyan tárgyat talált, ami akár a felszín alatti jégdarab is lehet, amit a leszállás okozta légáramlat söpört tisztára. A kő végül jégdarabnak bizonyult, és a „Hókirálynő” nevet kapta.
Sol 7 (Június 2.)
Az első talajmintát a robotkar a hetedik napon, közvetlenül a felszínről vette.
Sol 9 (Június 4.)
A szonda befejezte az akklimatizációt és a környezet előzetes felmérését, de a Mars Odyssey váratlanul biztonsági üzemmódba kapcsolt (miközben az MRO rádiójával továbbra is gondok vannak), ez egy nappal késleltette az első, tudományos értékű (azaz az analizátorokba jutó) ásásra vonatkozó parancs továbbítását. A MET meteorológiai műszer szélmérője alapján a szél napi ciklikussággal; reggel rendszerint déli, nap közben északi, majd délután ismét déli irányból fúj.

#### Az első mintavételek (Sol 10–41)

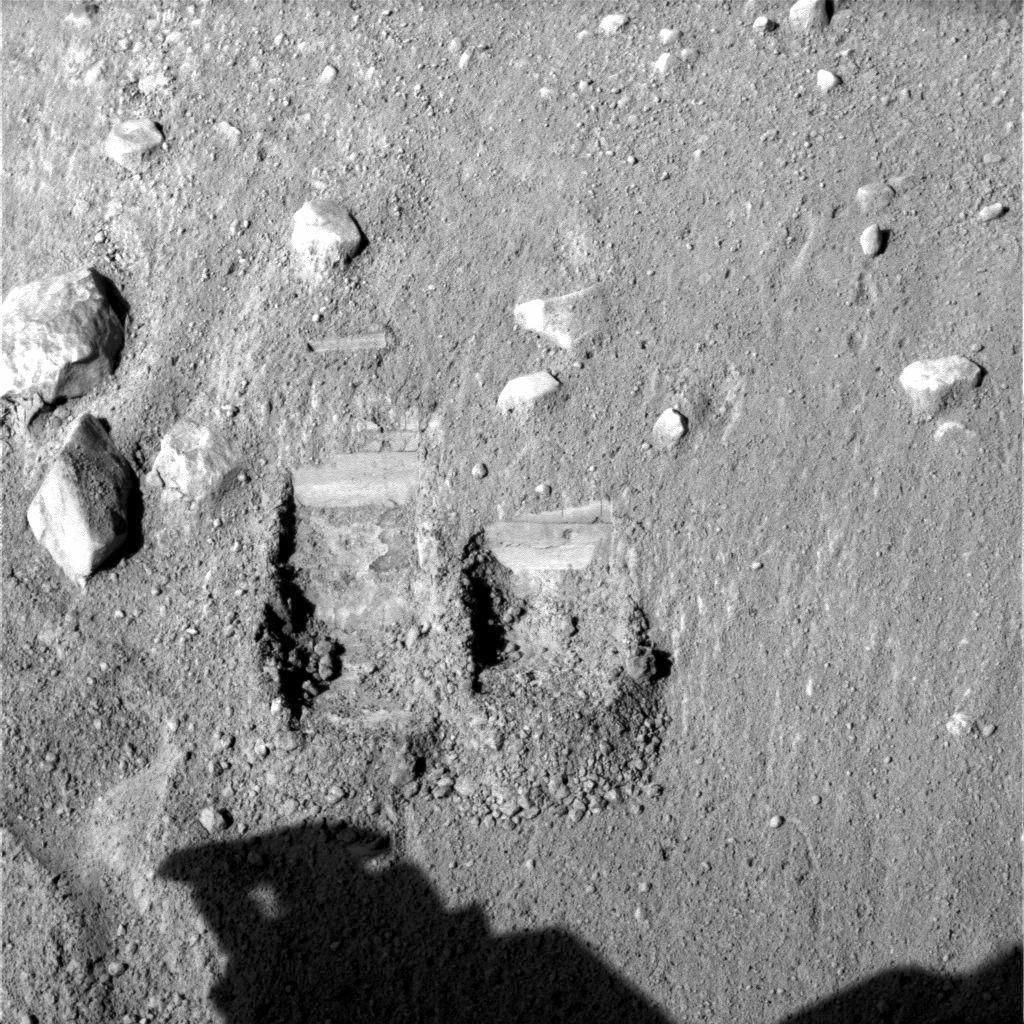
Az első két ásás nyoma a Mars talajában. A bal oldali, „Dodo” nevűt a tesztásás során mélyítette a robotkar, a jobb oldali „Goldilocks” nevű pedig az első éles mintavétel helye. (Sol 11)

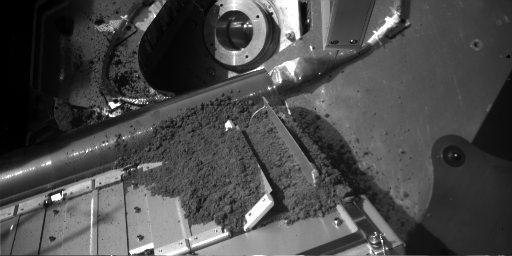
Az első talajminta a TEGA félig kinyílt ajtajával (Sol 12)

A „Dodo-Goldilocks” árok változása (a vízjég szublimációja, a Sol 20 és 24 közötti időszakban)

Sol 10 (Június 5.)
A szonda panorámafénykép készítésével volt elfoglalva, mert az első mintavételre vonatkozó utasítást nem kapta meg.
Sol 11 (Június 6.)
Megtörtént az első mintavétel.
Sol 12 (Június 7.)
Problémák léptek föl a mintavétellel, ugyanis a kimarkolt anyag konzisztenciája nem volt megfelelő, túl nagy volt a szemcsék mérete, vagy össze voltak tapadva, ezért, mikor beöntötték a TEGA berendezés első ablakán, az ott elhelyezett, nagyjából milliméteres nyílású rácson semmi sem ment át, legalábbis a mögötte lévő infravörös műszer nem észlelt semmit. Egyelőre megpróbálják a mintát a beépített berendezéssel berázni a műszerbe.
Sol 16 (Június 11.)
Sikerült a TEGA megfelelő nyílásába bejuttatni megfelelő mennyiségű mintát (nem tudni, hogy jutott be a napok óta ott lévő anyag), ezzel elkezdődhet az első talajminta-elemzés a lehetséges nyolcból. Az analízis várhatóan négy napig fog tartani.
Emellett, hogy a későbbi problémákat kikerüljék, megváltoztatták a talajminta kiöntését a robotkar markolókanalából, amit a későbbiekben nagyon lassan, magasról szórnak a rácsra, úgy, hogy közben a kanálon lévő reszelőberendezést működtetik, így szórva ugyanis a kisebb szemcsék előbb leesnek. Közben fölkészültek az MECA számára az első mintavételre, ezt a napokban végrehajtják. Folytatódtak a meteorológiai megfigyelések is, amelyet a Mars Reconnaissance Orbiterrel együtt végeznek, a légkört így egyszerre alulról és felülről vizsgálva.
Sol 21 (Június 16.)
Az első talajminta részleges elemzése nem mutatott ki értékelhető mennyiségű vizet, bár ezen senki nem lepődött meg, mert a leszállóhelyen most nyár van, és a mintavétel a talaj legfelső hat centiméteréből történt, az előzetes becslések szerint a nagy tömegű vízjég pedig 20 centiméteres mélység alatt várható. A mintát a TEGA kemencéjében először 35, majd 170 °C-ra melegítették, eközben elemezték a felszabaduló gázokat a tömegspektrométerrel. A melegítést tovább folytatják, mintegy 1000 °C-ig, így az ásványokban kötött kristályvíz is felszabadulhat, amennyiben az anyag valamikor korábban kapcsolatba került vízzel. Nem kizárt, hogy a minta víztartalma a kemence nyílásának szűrőrostáján eltöltött több nap alatt egyszerűen elpárolgott, és ettől vált annyira porhanyóssá, hogy a szárazabb darabkák szétporladva bejutottak.
A szonda folytatta az ásást, a korábbi „Dodo” és „Goldilocks” árkok közé mélyített egy újabbat, mely a kettőt összekötötte. A nyom alján feltűnt fehéres anyag talán vízjég, vagy valamilyen só, és úgy tűnik, hogy egy nagyobb, folyamatos darab széle.
Sol 22 (Június 17.)
A robotkar az elérhető terület jobb oldalán („Wonderland”, azaz „Csodaország”) mélyített egy újabb árkot, ezt „Snow White” („Hófehérke”) névre keresztelték.
Sol 23 (Június 18.)
Szoftverproblémák miatt egy napot a szonda karbantartására szántak, egy, a szonda belső állapotát jelző adatot a szonda a szokásos két-három helyett 45 000 alkalommal írt a flash memóriájába, mely többek között tudományos adatokat is felülírt. A két szoftverhibát, mely végtelen ciklust okozott, viszonylag gyorsan kijavították.
Sol 24. (Június 19.)
A „Dodo-Goldilocks” ásásnyomról készült képen látható, hogy az árok alján lévő fehéres anyag egy része eltűnt, a nagyobb foltok kiterjedése is csökkent, így nagy bizonyossággal kijelenthető, hogy a szonda a felszínhez közel jelentős mennyiségű vízjeget talált, ami a napfényre kerülés után elkezdett szublimálni. (Korábban alternatívaként felmerült, hogy a fehéres anyag valamilyen szulfát lehet, de az nem tűnt volna el). A TEGA berendezés ezt korábban valószínűleg azért nem tudta kimutatni, mert a jég összecementálta a talajszemcséket, és amikor szublimált, akkor a csak „száraz” szemcsék tudtak a kemencébe bejutni.
Sol 25. (Június 20.)
Megpróbálták a TEGA 5-ös kemencéjének ajtaját kinyitni (a következő mintavételre készülve), de ez a négyesnél is rosszabbra sikerült, de remélhetőleg a második mintavételt nem akadályozza.
Sol 26. (Június 21.)
A második mintavétel az Optikai Mikroszkóp számára.
Sol 27. (Június 22.)
A szonda biztonsági üzemmódba kapcsolt egy újabb szoftverhiba miatt.
Sol 28. (Június 23.)
A TEGA 5-ös ajtaját figyelték, eközben a „Rosy Red” („Csipkerózsika”) árokból vette az első mintát (a mindössze négy közül) a MECA nedves laboratóriuma (Wetlab) számára, de nem sikerült jól pozicionálni a kart, így egyelőre nem töltötték be.
Sol 30. (Június 25.)
A MECA első analízise alapján a marstalaj kissé lúgos (a pH 8-9 között adódott), és kissé sós, hasonló a Föld extrém élőhelyeinek némelyikéről (például McMurdo szárazvölgyekből) ismerthez, a földi növények számára éppen elviselhető lenne. A talajban magnéziumot, nátriumot, káliumot, valamint klórt mutattak ki.

#### További munka a Mars felszínén (Sol 41–90)

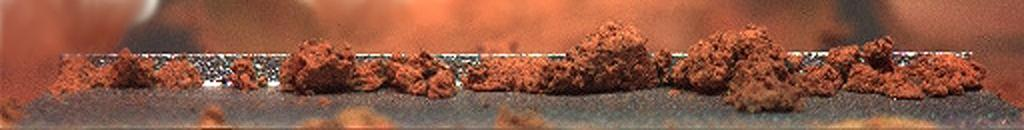
Minta a „Rosy Red” árokból a robotkar kanalában, (Sol 26)

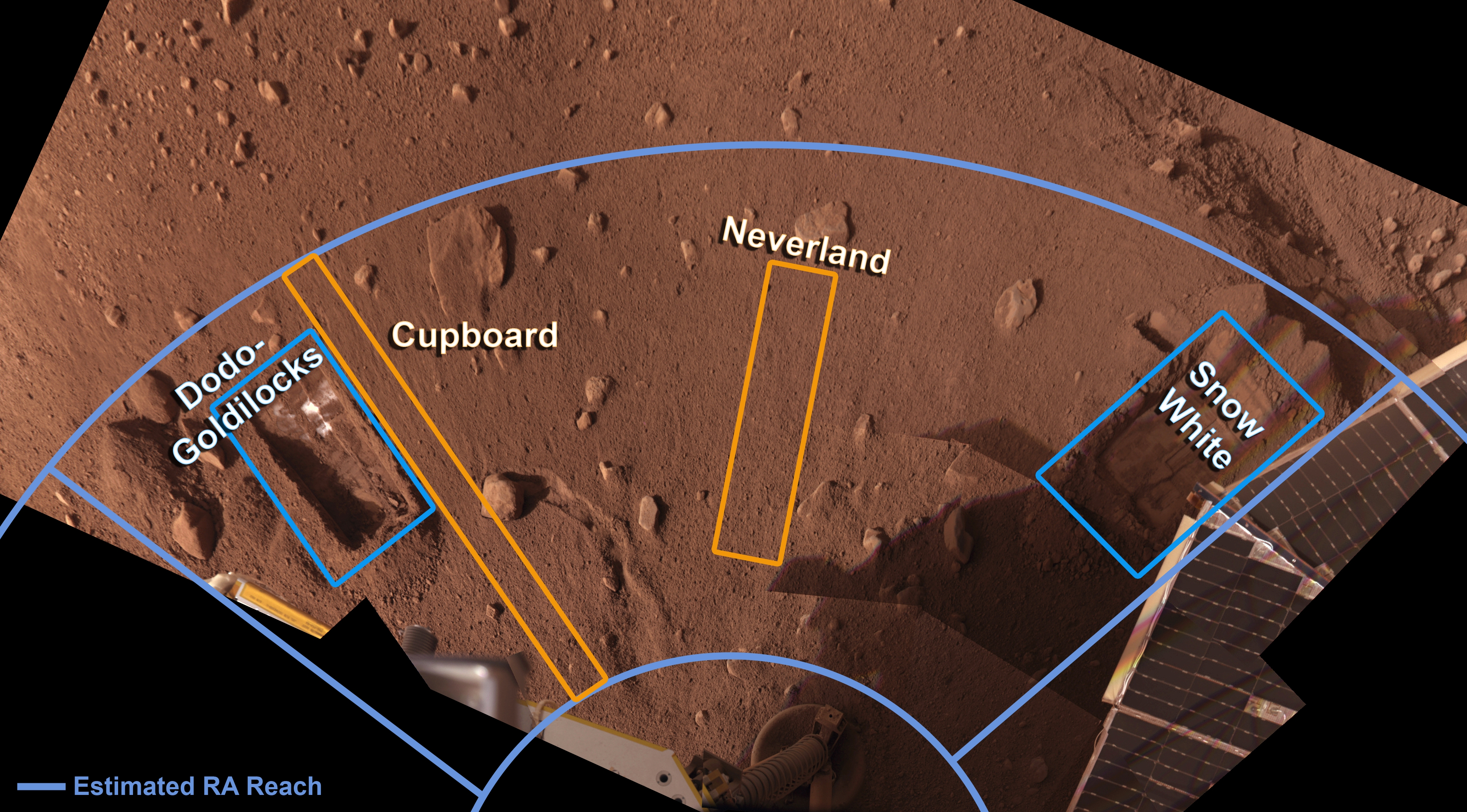
A Phoenix munkaterülete, a kék körcikk a robotkar működési területeit, a téglalapok a megkezdett (kék) és a tervezett (narancssárga) árkokat jelölik (sol 64)

A „Snow Queen” jégdarab változása (Sol 21-Sol 44)

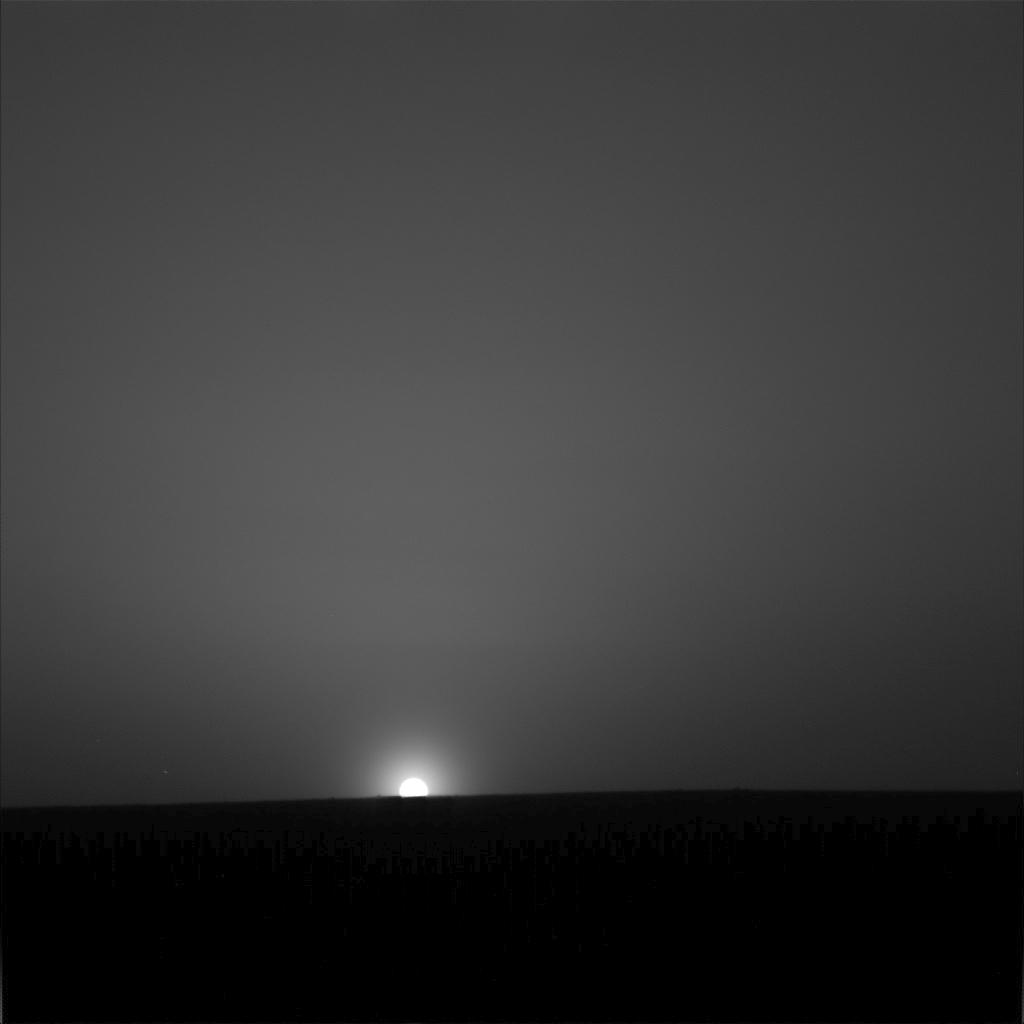
Az egyik első napkelte a Mars felszínén (korábban, a marsi nyár alatt a Nap nem nyugodott le), a küldetés eredetileg utolsónak tervezett napján (Sol 90)

Sol 41. (Július 7.)
Megtörtént a MECA számára a második mintavétel (összesen négy lehetőség van). A TEGA folyamatosan problémákkal küszködik, a mechanikai meghibásodásai mellett felmerült rövidzárlat lehetősége is, ezért igyekeznek olyan mintát venni, hogy ha a műszer a második mintavételnél tönkremegy, akkor is használható eredményeket produkálhasson. Emiatt gyakorolják, hogyan lehet a jéggel telített talajt olyan apró darabokra összetörni, hogy azonnal a kemencébe kerülhessen, még mielőtt a jég elpárolog.
Sol 50. (Július 16.)
Sikeres volt a robotkarra szerelt, direkt erre a célra kifejlesztett reszelő próbája: a korábban megnövelt méretű Snow White árok egybe fagyott jeges talajából vettek talajt, majd ezt a robotkar kanalában, a RAC kamerával figyelték, a sorozatfelvételen figyelve a jég szublimációját. A következő héten tervezik a több műszaki problémával küszködő, de a legfontosabb műszernek számító TEGA következő kemencéjének betöltését.
Sol 53. (Július 19.)
A leszállóegységet először nem kapcsolták ki éjszakára, ami rendben zajlott, így lehetőség nyílik majd a kora reggeli mintavételre, így kevesebb víz fog elszublimálni a következő mintavételnél. Rendben kinyílt a TEGA 0. kemencéjének ajtaja, a robotkar által tovább bővített „Snow White” árokból újabb jégmintát vett a reszelő.
Sol 64. (Július 31.)
Megerősítették a vízjég jelenlétét a Mars felszíne alatt. A robotkar egy nappal korábban vette a mintát a talajból, majd sikerült a TEGA 0. kemencéjének betöltése. A „Wicked Witch” (of West) (Gonosz Nyugati Boszorkány, az Óz, a csodák csodája szereplője, végzete hasonlóan a megolvadás volt, mint a TEGA-ba került marsi jégé, Bill Boynton ennek megfelelően az eredményt boszorkánykalapban jelentette be) névre keresztelt mintavétel nem a feltételezett jégből lereszelt anyagból történt, hanem a felszínt fedő törmelékből, ebben sikerült meglehetősen kevés, 1-2%-nyi vizet kimutatni. (Ez kevés ahhoz, hogy kimutassák benne hidrogén-deutérium arányt, amiből arra lehet következtetni, hogy a marsi víz mekkora része távozott el a bolygóról a világűrbe, ugyanis a nehézvíz ezt lassabban teszi, azaz feldúsul a Marson). A robotkar két újabb ásást kezd meg, a „Cupboard” és a „Neverland” nevűeket, mindkettő a munkaterület közepe felé helyezkedik el.
A NASA eközben 34 nappal, szeptember 30-áig meghosszabbította a küldetést. Eredetileg augusztus végéig tervezték, ezt kitolták szeptember 30-ra, de reményeik szerint november végéig megkapják a támogatást.
A „Snow Queen” jégtömb a róla készült felvételek összehasonlítása alapján szintén megváltozott, apró repedések jelentek meg rajta, valószínűleg a jég szublimációja miatt.
Feltehetően a MECA tevékenységével kapcsolatban furcsa információk szivárogtak ki, ezek szerint a második mintavétel során olyan tudományos eredmény születhetett, amely akkora horderejű, hogy emiatt a Fehér Házat is értesítették. Vélekedések szerint a marsi élettel, vagy a bolygó lakhatóságával kapcsolatos lehet a felfedezés. A NASA az értesülést cáfolta. A MECA második mintavételében viszont oxidatív perklorát (ClO4−) -sókat találtak, amely a földi szerves kémia szemszögéből szokatlan (de nem teljesen ismeretlen, bizonyos mikroorganizmusok anyagcseréjében játszik szerepet). A TEGA erre utaló nyomot nem talált, emellett nem kizárt a földi eredetű szennyeződés is (az ammónium-perklorát például rakéta-hajtóanyagok oxidálószere, bár a Phoenix fékezőrakétái hidrazint használtak).
Sol 67. (Augusztus 2.)
A „Cupboard” árok mélyítése.
Sol 68. (Augusztus 3.)
A „Neverland” árok mélyítése.
Sol 72. (Augusztus 7.)
Megtörtént a TEGA harmadik mintavétele, a korábban meghibásodás miatt részlegesen kinyitott 5. kemencébe, a „Rosy Red” árokból. Legfontosabb annak kiderítése, hogy tartalmaz-e a talaj perklorát-sókat, a klór jelenlétét a tömegspektrométer szűkös kapacitása miatt korábban egyáltalán nem figyelték. (Melegítés közben egyszerre csak mintegy 15-20 anyag megjelenésére tudnak felkészülni.) Előző éjszaka a karon lévő TCP műszerrel a talaj elektromos ellenállását, és annak változását mérték. A robotkar emellett a Neverland árkot szélesítette.
Sol 74. (Augusztus 9.)
A „Stone Soup” („Kőleves”) árok mélyítése.
Sol 75. (Augusztus 10.)
A „Burn Alive” („Élve Megégés”) árok mélyítése a TEGA negyedik mintavételéhez. A korábbi árok mélyről, a jég tetejéről, illetve közvetlenül a felszínről szedték fel az anyagot, ez a kettő közti mélységből fog történni.
Sol 79. (Augusztus 14.)
A először sikerült reggel a felszínen megjelenő zúzmarát, a levegőből a talaj felszínére kifagyott vízjeget lefényképezni. A vékony fehér réteg később, az emelkedő Nap sugárzásának hatására szublimált. A Viking űrszondák már korábban is fényképeztek a Mars felszínére lerakódott vízjeget az ottani tél időtartama alatt, a zúzmara mostani megjelenése a Phoenix leszállóhelyén a kezdődő ősz első jele.
Sol 85. (Augusztus 20.)
Mintavétel (neve „Burning Coals”, azaz „Égő Szenek”) a TEGA 7. kemencéje számára.
Sol 90. (Augusztus 25.)
A küldetés eredetileg utolsónak tervezett napján a két jeges, fagyott poligon határán lévő kutatóárokból vették a MECA harmadik mintáját az eddigi legnagyobb mélységből, 18 centiméterről.

#### A küldetés meghosszabbítása (Sol 91–150)

Jégfelhők a Mars légkörében (Sol 94)

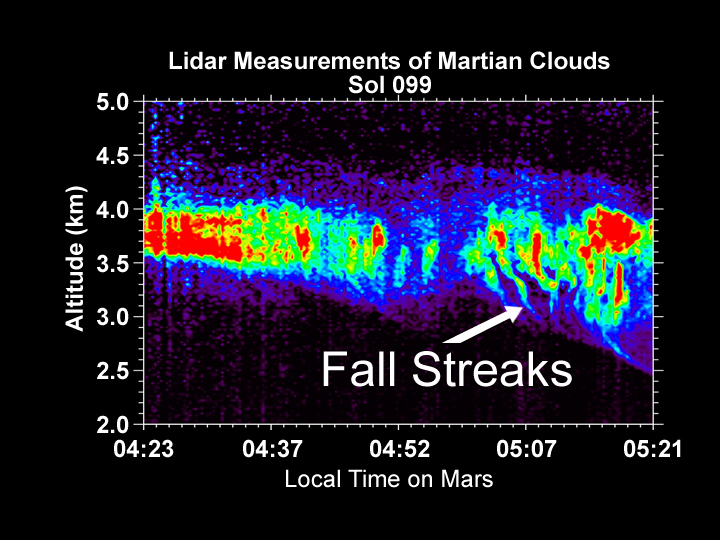
A marsi felhőzet vastagsága a LIDAR lézerradar mérései alapján. A nyíl a felhőzet alá nyúló hósávokat mutat. (Sol 99)

Az első porördögök egyike a horizont közelében (Sol 104)

Az eredetileg 90 naposra tervezett küldetést először 2008. szeptember végéig hosszabbították meg. Később, az űrszonda jó állapota miatt további hosszabbításokat vettek tervbe, a kutatók reményei szerint képes a működésre a Marsi nap-éj egyenlőségig, ami 2008 novemberében van. Jellemző az általános optimizmusra, hogy elkezdték azoknak a programoknak az írását, amelyek lehetővé teszik, hogy a leszállóegység a marsi tél négy hónapos teljes sötétsége után tavasszal (2009 végén) feléledjen, és újra munkához lásson, bár ennek csekély az esélye, az űrszonda kilenc hónapot tölt el várhatóan mintegy 2 méter vastag szárazjégbe fagyva.
Sol 99. (Szeptember 4.)
Az űrszonda lézerradarja a felhők vizsgálata során először észlelt havazást. A jégkristályok 4 kilométeres magasságban kezdtek el hullani, és 2,5 kilométeres magasságig voltak követhetőek, azután szublimáltak a száraz levegőben. Tervezik, hogy a későbbiekben a havazást a szonda által készített fényképeken is keressék. A robotkar a „Golden Key” nevű területről vett mintát az Optikai Mikroszkóp számára.
Sol 101. (Szeptember 6.)
Mintavétel az Oprikai Mikroszkóp számára a „Golden Goose” területről.
Sol 102. (Szeptember 7.)
A MECA harmadik mintavétele, a „Golden Goose” területről.
Sol 104. (Szeptember 11.)
Az első marsi porördögök megjelenése a fényképeken. A kis, 2-5 méter átmérőjű forgószelek a napi hőmérséklet-ingadozás hatására keletkeznek, ez a sarki nyár fehér éjszakái alatt minimális volt. A barométer már napokkal korábban érzékelt légörvényeket, ezek mostanra lettek elég erősek a porszemcsék fölkapásához. A nyár végeztével az időjárás egyre változatosabbá vált.
Sol 107. (Szeptember 14.)
A MECA negyedik, utolsó mintavétele a Snow White árokból. Az alacsonyabbról, gyengébben sugárzó Nap miatt a rendelkezésre álló energia kevesebb, emiatt igyekeznek a robotkarral, amely néha (kemény talajban vagy jégben való ásáskor) sok áramot fogyaszt, minél gyorsabban megtömni a TEGA és a MECA összes nyílását, hogy később, a kevesebb rendelkezésre álló energia mellett ezeket feldolgozhassák.
Sol 110. (Szeptember 17.)
Mintavétel az Oprikai Mikroszkóp számára a „Golden Goose” területről.
Sol 113. (Szeptember 20.)
Mintavétel az TEGA számára.
Sol 117. (Szeptember 23.)
A robotkar eltolt egy kisebb követ („Headless”, azaz „Fej nélküli”), hogy alóla tudjon mintát venni. Így ki lehet deríteni, hogy a felszíni kövek milyen hatással vannak a levegő és a talaj közti nedvességáramlásra: ha a kő alatt magasabban áll a jég, akkor a kő összegyűjti a nedvességet, ha alacsonyabban, akkor a kő hővezetése miatt felmelegíti az alatta lévő talajt. Korábban a talaj legfelső rétegét nagyon száraznak találták. A kő környékén az eredetileg vízben oldódó sók is nagyobb mennyiségben lehetnek jelen, ezek észlelése könnyebb lehet.
Sol 122. (Szeptember 28.)
A Földről hozott, szervesanyag-mentes mintát töltöttek a TEGA 2-es kemencéjébe, hogy kalibrálják azt. Egyelőre szerves anyagot nem találtak, de tervezik ennek keresését is.
Sol 123. (Szeptember 29.)
Bejelentették, hogy a Phoenix kalcium-karbonátot (mészkövet) és agyagszemcséket talált, a mindkét ásvány keletkezéséhez víz szükséges. A kalcium-karbonátot a TEGA és a MECA is kimutatta, viszonylag nagy, néhány százalékos mennyiségben, az agyagot csak a TEGA, de erre a MECA nem is lenne alkalmas, mert az agyag nem oldódik vízben. Az atomerő-mikroszkóp viszont talált olyan, sima felületű szemcséket, amelyek lehetnek agyagdarabkák.
Sol 126. (Október 2.)
Mintavétel a TEGA 1-es kemencéjébe („Wicked Witch 2”).
Sol 128. (Október 4.)
Mintavétel a Headless kő alatti „Galloping Hessian” árokból a TEGA műszerbe és az Optikai Mikroszkópba.
Sol 131. (Október 7.)
Mintavétel a TEGA műszer 6-os kemencéjébe („Rosy Red N”).
Sol 135. (Október 11.)
A Phoenixen egy nagy méretű, mintegy 200 km átmérőjű porvihar söpört át, amely a Napot is elsötétítette, így a napelemek csökkent teljesítménye miatt több vizsgálatot el kellett halasztani.

#### A végjáték (Sol 151–)
Sol 151. (Október 27.)
Az űrszonda leszállóhelyén újabb porvihar söpört át, ami lecsökkentette a napelemek hatásfokát.
Sol 152. (Október 28.)
A Robotkart végleges helyére parkolták le és kikapcsolták. Az egyre kevesebb napfény miatt már nincsen elég energia a szonda belső fűtéséhez, ezért az ötből az első fűtőrendszert lekapcsolták, így működésképtelenné vált a robotkar, a robotkar kamerája és a TEGA. A robotkaron lévő MECP műszer érzéketlen a hidegre, ezért ezt bedugták a talajba, és folyamatosan méri a vezetőképességet. A lekapcsolás nem várt eredménnyel járt, a szonda egy időre biztonsági módba kapcsolt, és leállt az egyik akkumulátor töltése is. Elhatározták a második fűtőegység lekapcsolását is, ez a leszállás óta nem használt pirotechnikai berendezéseket tartotta melegen.
Sol 153. (Október 29.)
Bejelentették, hogy az űrszonda elhallgatott - nem válaszol a földi parancsokra. A Wired Magazine pályázatot hirdetett a szonda sírfeliratának megírására.
Sol 154. (Október 30.)
Alig 10 perccel a szonda elvesztésének bejelentése után sikerült újra felvenni a kapcsolatot az űrszondával. Az előzetes eredmények alapján az akkumulátorok az előző napon valószínűleg teljesen lemerültek, de sikerült őket reggel annyira feltölteni, hogy a szonda az eredetileg a tél átvészelése utánra, a következő tavaszra megírt program utasításai szerint, amit ezek szerint már átküldtek a fedélzetére, újraindult. A későbbi vizsgálatok szerint a három nappal korábbi porvihar, Nap csökkenő horizont feletti magassága, valamint az egyre hosszabb, már 7 órás éjszakák miatt az akkumulátorok rendszerint már délutánra lemerülnek, és a szonda leáll. Másnap reggel a töltés újraindul, és a szonda megpróbálja felvenni a kapcsolatot a keringő egységekkel (amelyek ekkor meglehetősen rossz helyzetben, távol vannak). Délutánra, amikor az orbiterek optimális helyzetben vannak a kommunikációhoz, már nem marad áram, így nem tudták az adott helyzetnek megfelelő parancsokat a fedélzetre juttatni. Így meglehetősen korlátozottak a további tudományos munka lehetőségei.
November 2.
A szonda utoljára küldött jeleket a Földre.
November 10.
Bejelentették, hogy már nem tudnak kommunikálni az űrszondával (előreláthatólag november 18-áig próbálkoznak a kapcsolat újrafelvételével), ezzel az űrszonda programja valószínűleg véget ért, a tudományos adatok elemzése viszont több évig is eltarthat.
Sol 182. (November 29.)
Az utolsó kapcsolatfelvételi kísérlet ideje. A Mars együttállása a Nappal körülbelül egy hónapig akadályozta a kommunikációt a szondákkal, december végén pedig már nincs remény a szonda működésére az egyre alacsonyabbra kerülő Nap csökkenő ereje miatt. A marsi tél végeztével, 2009 októberében fognak újra próbálkozni a kapcsolatfelvétellel, de kicsi annak esélye, hogy ezt a szonda megélje.

### Kapcsolatfelvételi kísérletek a marsi tél elmúltával
A marsi tél elmúltával először 2009 januárjában próbálják meg felvenni a kapcsolatot a leszállóegységgel, melynek szoftvereit úgy írták meg, hogy a teljesen kikapcsolt állapotból önállóan is be tudjanak töltődni, így a Phoenix kommunikálni képes a bolygó körül keringő szondákkal, föltéve, hogy a -55 Celsiusra méretezett szonda elektronikája kibírta az egy évig tartó, -126 fokos hideget. Ennek esélye kicsi, de a nagyon zord körülmények között végzett tevékenység lehetséges mérnöki tapasztalatai fontosak, sokat segíthetnek más szondák tervezésénél.

## Galéria

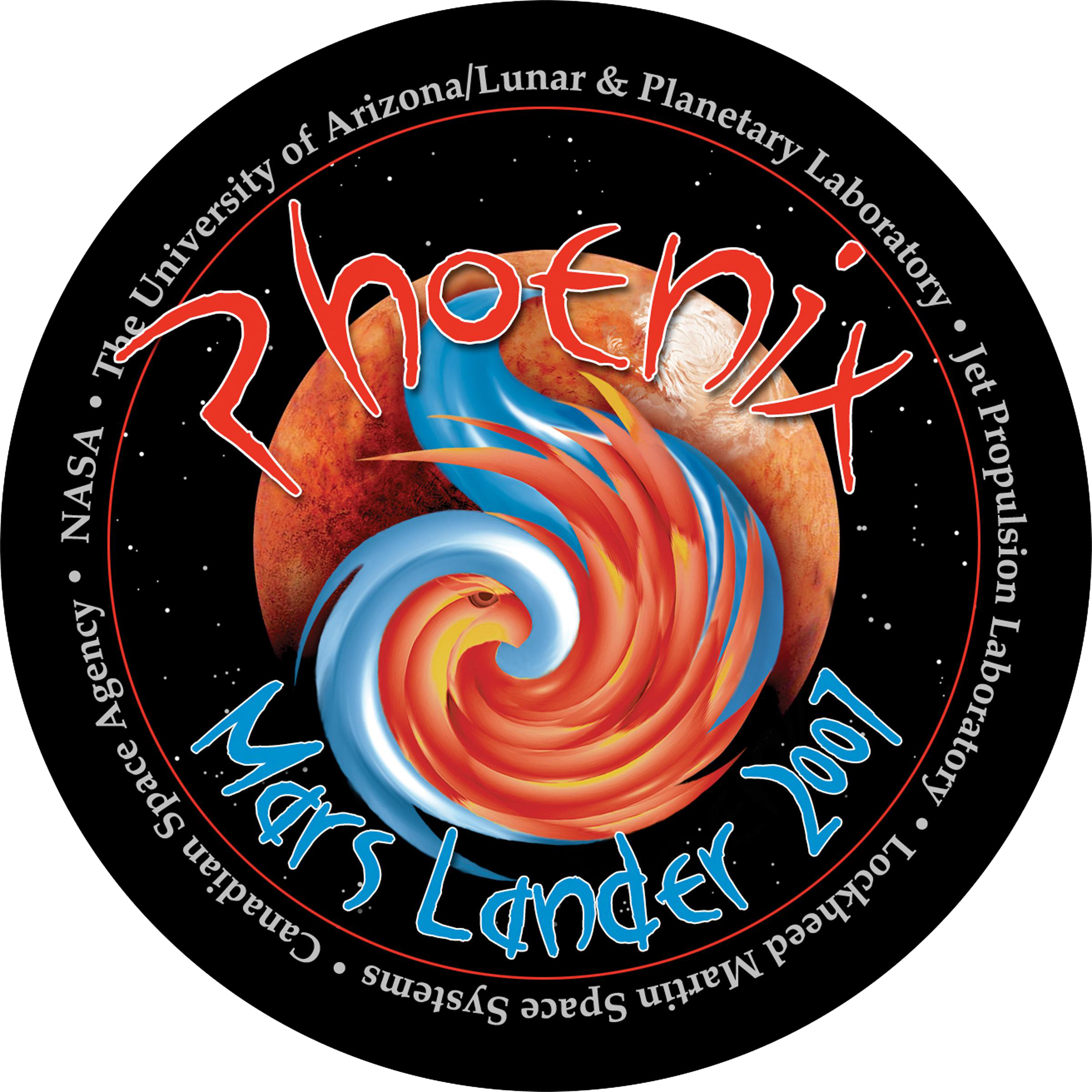
A küldetés logója
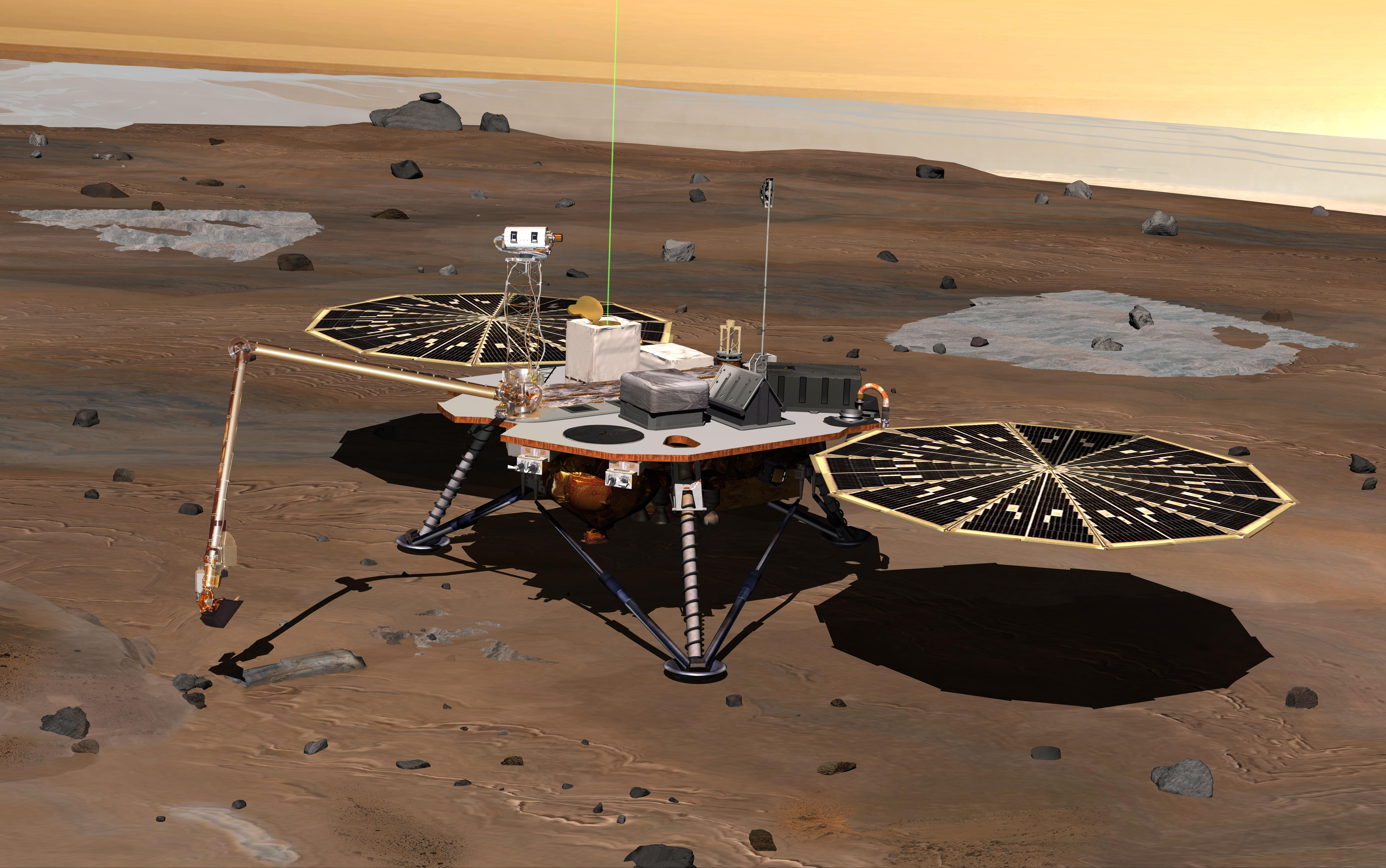
A leszállt Phoenix elképzelt rajza a nyitott napelemekkel
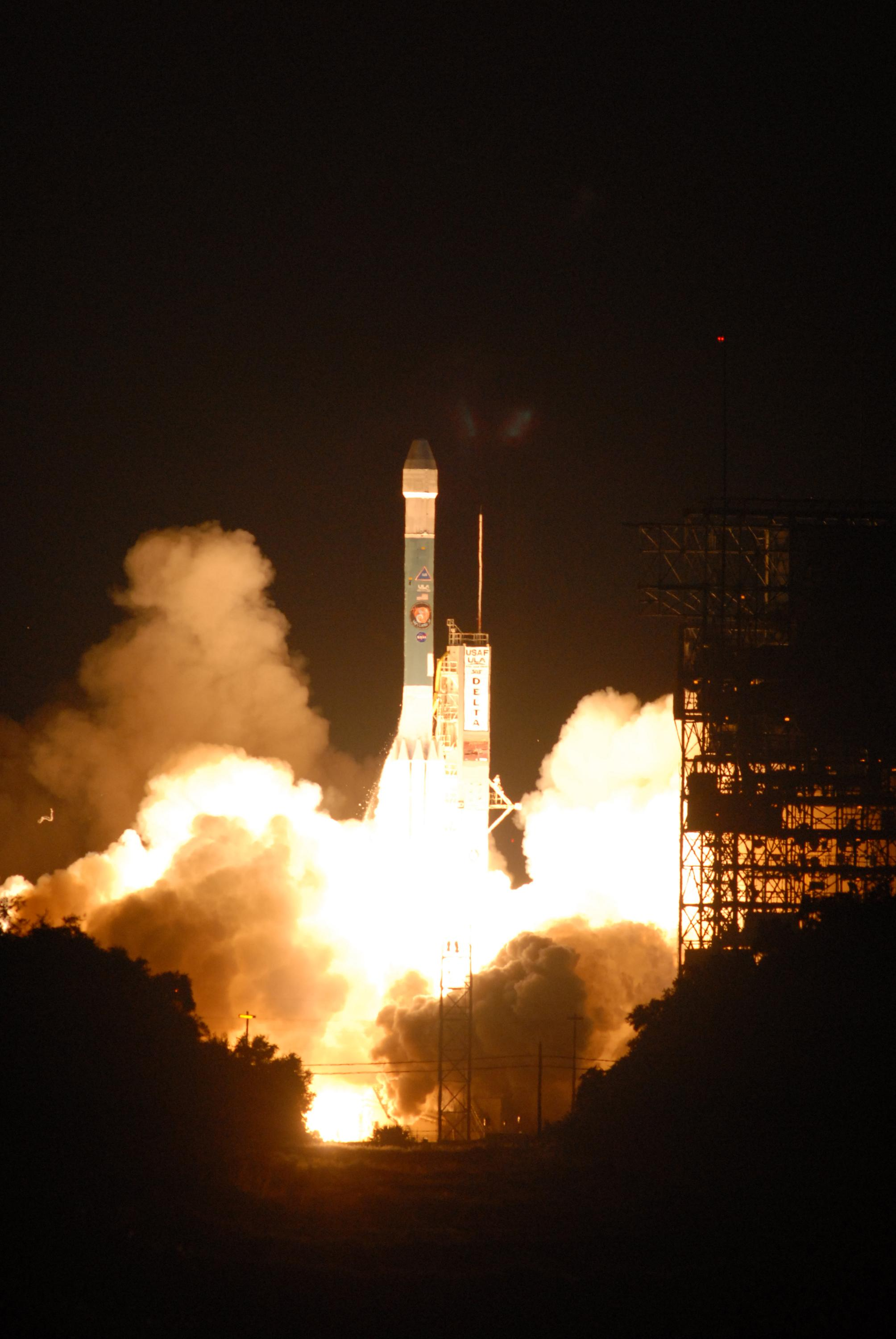
A Phoenix startja
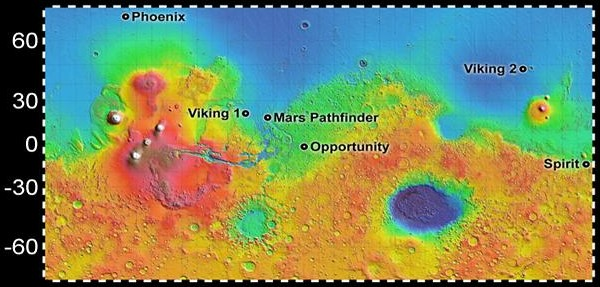
A Phoenix tervezett leszállási helye (balra fent), és a korábban leszállt szondák
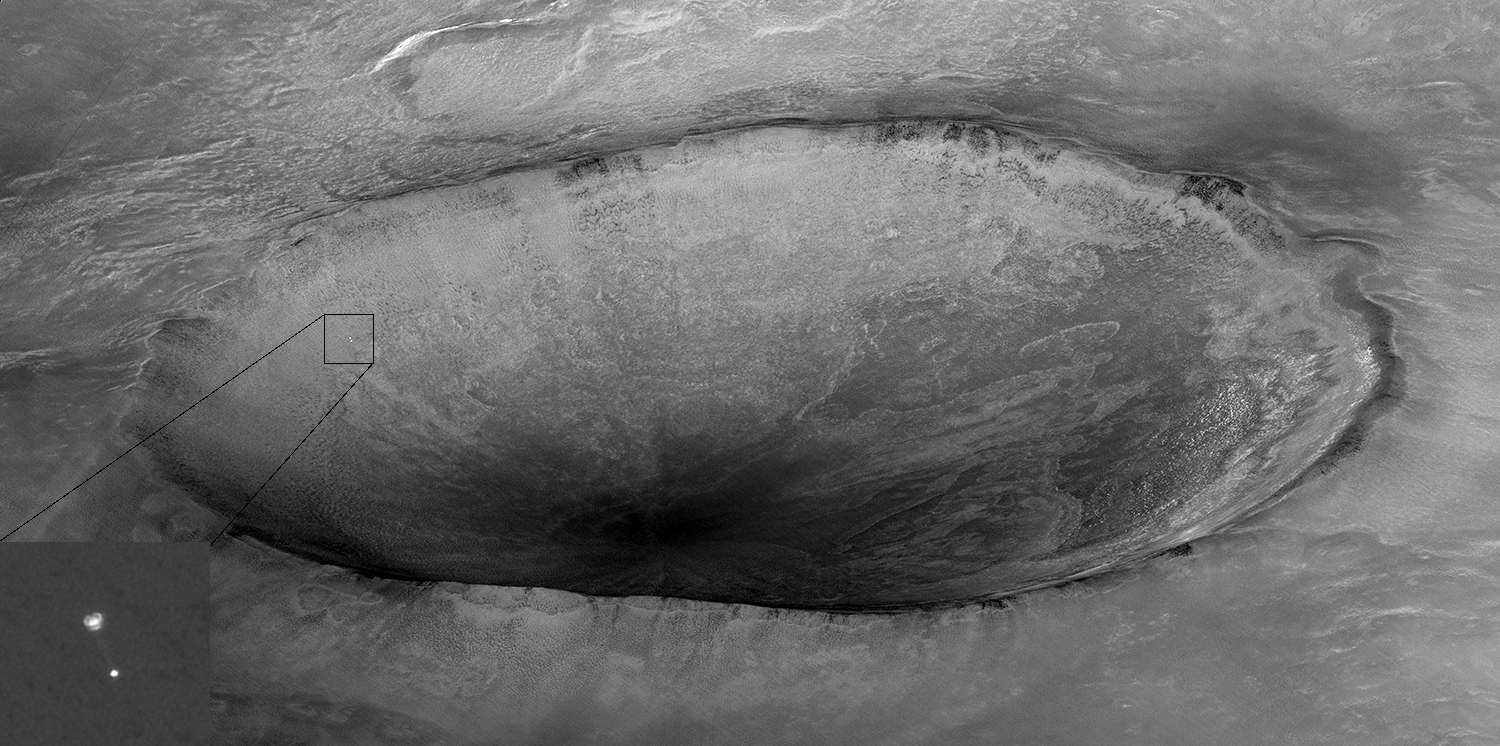
Az ejtőernyőn ereszkedő Phoenix a 10 km átmérőjű Heimdall-kráter előtt
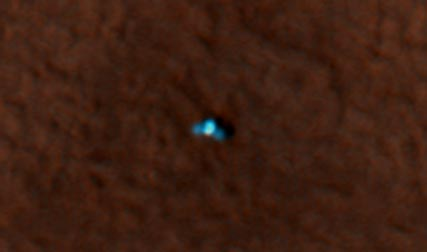
A Phoenix a Mars felszínén, az MRO felvétele
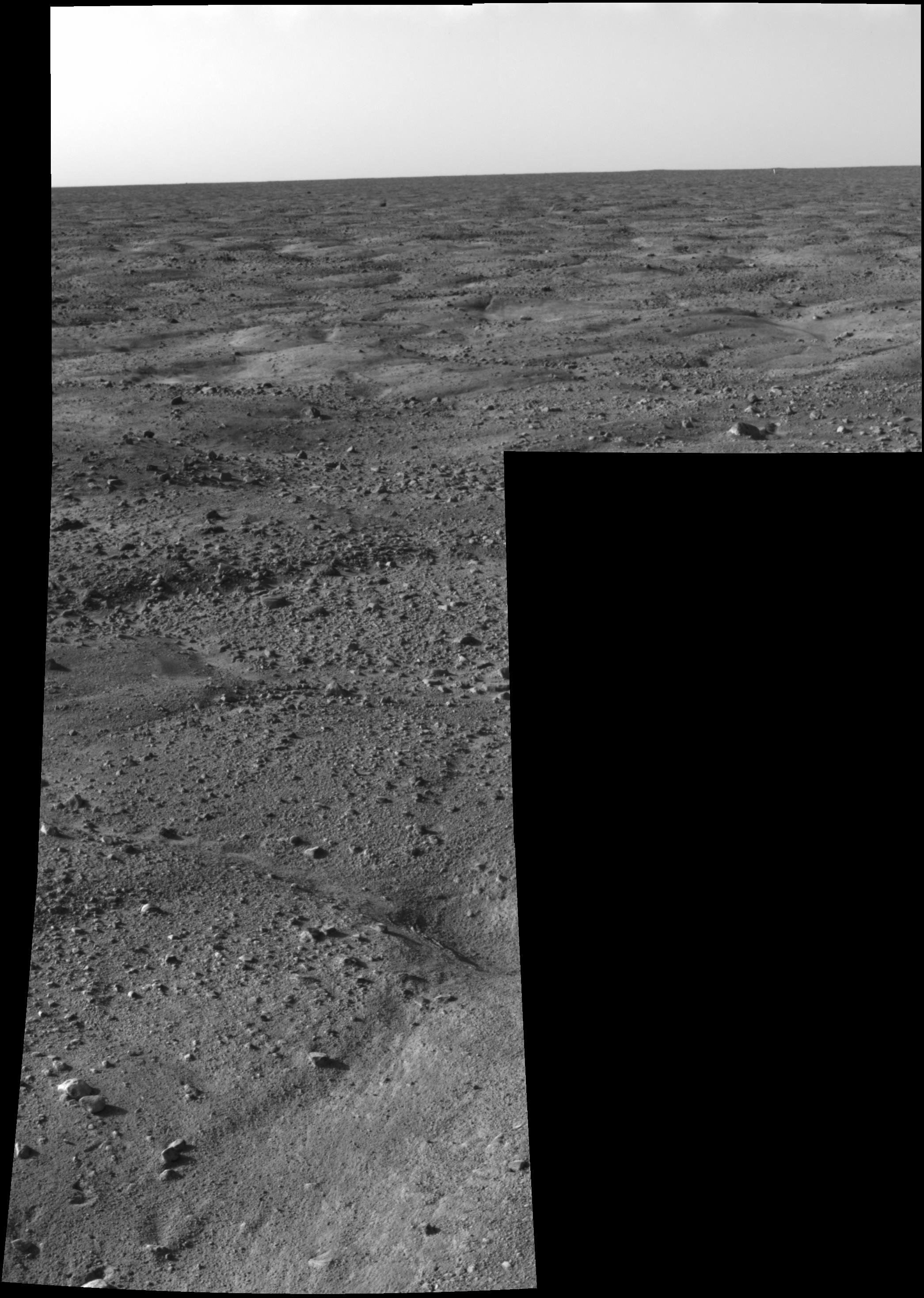
A Marsi horizont
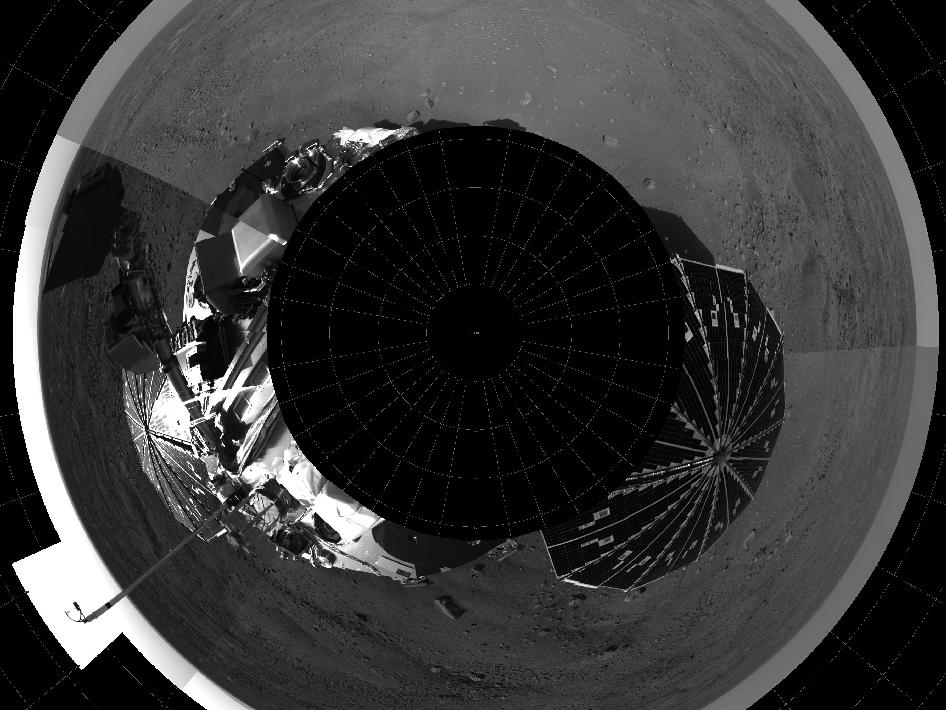
A leszállóegység kamerájával készített panorámakép (Sol 1-3)
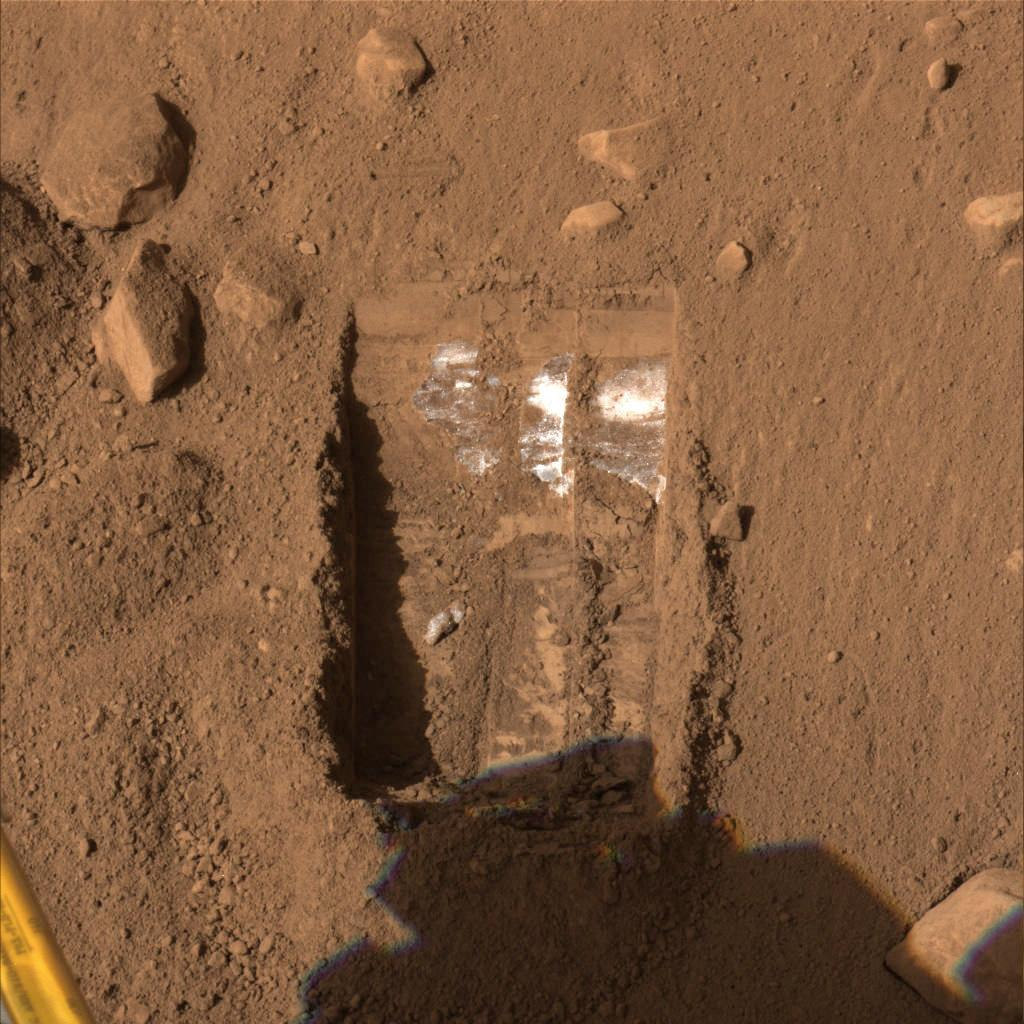
A „Dodo-Goldilocks” árok, a távolabbi végében a vízjégnek bizonyult fehéres anyaggal (Sol 19)
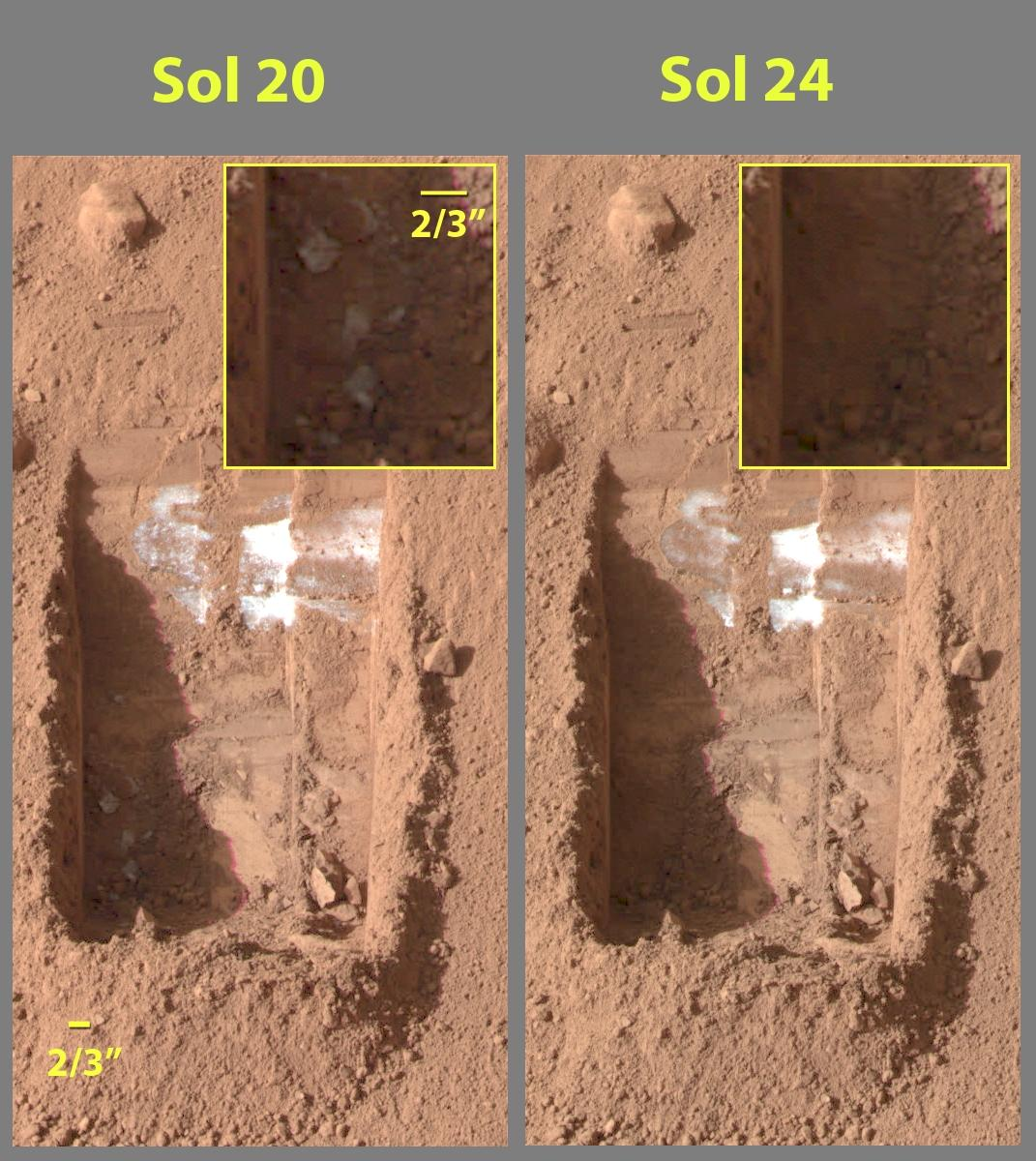
A A „Dodo-Goldilocks” árok a 20. és a 24. napon
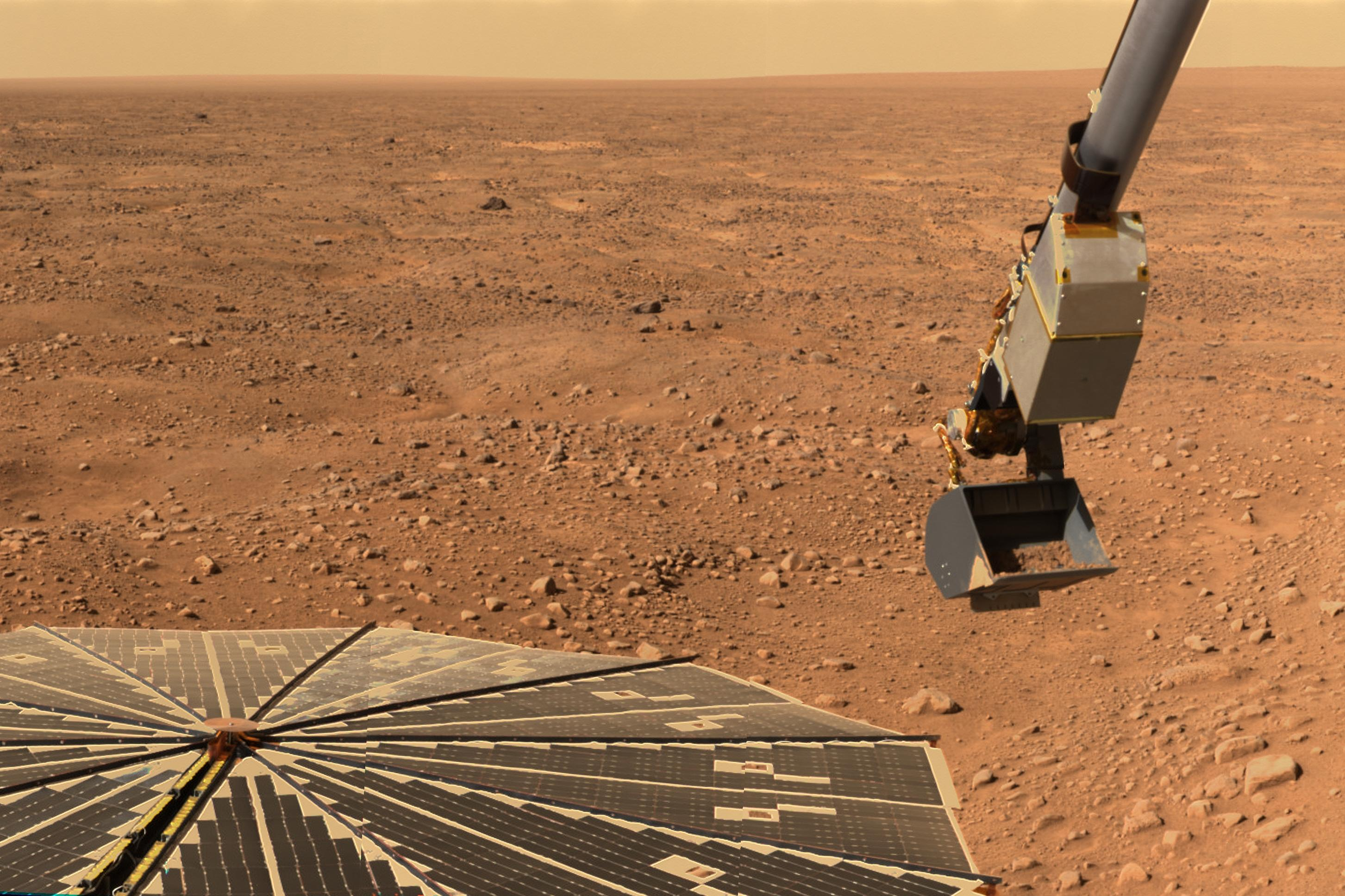
Munkában a Robotkar, balra lent az egyik napelemtábla (Sol 16)
A Phoenix űrszonda lábain lévő feltételezett vízcseppek alakjának változása a küldetés 8. a 31. és a 44. napján